# Quận Turner, Georgia
Quận Turner là một quận trong tiểu bang Georgia, Hoa Kỳ. Quận lỵ đóng ở thành phố Ashburn 6. Theo điều tra dân số năm 2000 của Cục điều tra dân số Hoa Kỳ, quận có dân số 9504 người 2, ước tính dân số năm 2007 là 9270 người .

## Địa lý
Theo Cục điều tra dân số Hoa Kỳ, quận có diện tích 751 km2, trong đó có 10 km2 (1,32%) là diện tích mặt nước.

### Các xa lộ chính
- Interstate 75
- U.S. Highway 41
- Georgia State Route 32
- Georgia State Route 107
- Georgia State Route 112
- Georgia State Route 159

### Quận giáp ranh
- Quận Wilcox (đông bắc)
- Quận Ben Hill (đông)
- Quận Irwin (đông đông nam)
- Quận Tift (đông nam)
- Quận Worth (tây nam)
- Quận Crisp (tây bắc)